# Zyprische Fußballnationalmannschaft
Die zyprische Fußballnationalmannschaft (griechisch Εθνική ομάδα ποδοσφαίρου της Κύπρου, türkisch Kıbrıs Cumhuriyeti millî futbol takımı) vertritt den Fußballverband der Republik Zypern bei internationalen Turnieren. Die Mannschaft konnte sich bisher weder für eine Fußball-Weltmeisterschaft noch für eine Fußball-Europameisterschaft qualifizieren.

## Fußball-Weltmeisterschaften
- 1930 bis 1958 – nicht teilgenommen
- 1962 bis 2022 – nicht qualifiziert

## Fußball-Europameisterschaften
- 1960 bis 1964 – nicht teilgenommen
- 1968 bis 2024 – nicht qualifiziert

## UEFA Nations League
- 2018/19: Liga C, 3. Platz mit 1 Sieg, 2 Remis und 3 Niederlagen
- 2020/21: Liga C, 4. Platz mit 1 Sieg, 1 Remis und 4 Niederlagen, Abstieg durch ein Remis und einen Sieg gegen Estland in den  Play-outs vermieden
- 2022/23: Liga C, 4. Platz mit 1 Sieg, 2 Remis und 3 Niederlagen
- 2024/25: Liga C, 3. Platz mit 2 Siegen und 4 Niederlagen

## Geschichte
Die Nationalmannschaft der Republik Zypern absolvierte das erste inoffizielle Freundschaftsspiel gegen Israel in Tel Aviv am 23. Juli 1949. Das Spiel endete 3:3. Im Vorjahr war der Fußballverband der Republik Zypern Mitglied der FIFA geworden.
Am 23. November 1960, nach der Unabhängigkeit von Großbritannien, spielte die Republik Zypern das erste offizielle Länderspiel. Im Rahmen der Qualifikation zur WM 1962 traf man in Nikosia erneut auf Israel und trennte sich 1:1-Unentschieden.
Die UEFA-Mitgliedschaft folgte 1962 und im folgenden Jahr gelang der Republik Zypern der erste Sieg – ein 3:1 in einem Freundschaftsspiel gegen Griechenland.
Am 17. Februar 1968 schlug die Republik Zypern die Schweiz 2:1 in einem EM-Qualifikationsspiel in Nikosia und erreichte somit den ersten Pflichtspielsieg der Insel.
Die Republik Zypern erreichte 1989 ein 1:1 gegen Frankreich, das damit die Teilnahme an der Weltmeisterschaft 1990 verpasste. Der erste Auswärtssieg gelang 1992 mit einem 2:0 gegen die Färöer.
Die Qualifikation zur Fußball-Europameisterschaft 2000 wurde trotz Siegen gegen die Spanische Fußballnationalmannschaft und die Auswahl Israels um einen Punkt verpasst. Die Niederlage Spaniens signalisierte das Ende der Zeit von Javier Clemente als spanischer Nationaltrainer.
Der ehemalige Bundesligaspieler Rainer Rauffmann nahm 2002 die Staatsbürgerschaft der Republik Zypern an und kam in der Qualifikation zur Fußball-Europameisterschaft 2004 mehrmals für die Republik Zypern zum Einsatz.
Bei den Qualifikationsspielen für die Europameisterschaft 2008 wurde zuhause gegen das irische Team mit einem 5:2-Sieg einer der größten Erfolge der Fußballnationalmannschaft der Republik Zypern erzielt. Mit einem 1:1 im Heimspiel gelang das erste Tor und auch der erste Punkt gegen die deutsche Auswahl. Auch gegen Wales wurden drei Punkte eingefahren. Zur Qualifikation reichte es dennoch nicht.
In der Qualifikation für die WM in Brasilien (2014) traf die Republik Zypern auf Albanien, Island, Norwegen, die Schweiz und Slowenien, konnte sich aber erneut nicht qualifizieren. Bei den Qualifikationen für die Europameisterschaft 2016 und für die Weltmeisterschaft 2018 wurde Zypern jeweils Vorletzter der Gruppe und in der Qualifikation für die EM 2021 Drittletzter, was wieder nicht zur Qualifikation für die Endrunde reichte.
In der UEFA Nations League 2018/19 spielte Zypern in Liga C gegen Bulgarien, Norwegen und Slowenien. Mit einem Sieg gegen Slowenien, zwei Remis und drei Niederlagen reichte es nur zum dritten Platz.

## Trainer
- Karl Winkler (1957)
- Argyrios Gavalas (1960–1967)
- Pambos Avraamides (1968–1969)
- Ray Wood (1969–1972)
- Pambos Avraamides (1972–1974)
- Panikos Iakovou (1974–1975)
- Pambos Avraamides (1975–1976)
- Kostas Talianos (1976)
- Andreas Lazarides (1977–1978)
- Kostas Talianos (1978–1982)
- Vasil Spasov (1982–1984)
- Panikos Iakovou (1984–1987)
- Takis Charalambous (1987)
- Panikos Iakovou (1988–1991)
- Andreas Michailidis (1991–1996)
- Panikos Georgiou (1997–1999)
- Stavros Papadopoulos (1999–2001)
- Takis Charalambous (2001)
- Momcilo Vukotic (2001–2004)
- Angelos Anastasiadis (2004–2011)
- Nikolaos Nioplias (2011–2013)
- Pambos Christodoulou (2014–2015)
- Christakis Christoforou (2015–2017)
- Ran Ben Shimon (2017–2019)
- Johan Walem (2020–2021)
- Nikos Kostenoglou (2021–2022)
- Temur Kezbaia (2022–2024)
- Sofronis Avgousti (2024)
- Apostolos Mantzios (seit 2025[5])

## Rekordspieler
(Stand: 24. März 2025)
| Spiele | Spieler                    | Zeitraum   | Tore |
| ------ | -------------------------- | ---------- | ---- |
| 106    | Yiannakis Okkas*           | 1997–2011  | 27   |
| 93     | Constantinos Charalambidis | 2003–2017  | 12   |
| 84     | Michalis Konstantinou      | 1998–2012  | 32   |
| 83     | Pambos Pittas*             | 1987–1999  | 7    |
| 77     | Constantinos Makrides      | 2004–2016  | 5    |
| 76     | Nikos Panayiotou*          | 1994–2006  | 0    |
| 75     | Kostakis Artymatas         | 2012–aktiv | 1    |
| 72     | Dimitris Christofi         | 2008–aktiv | 9    |
| 72     | Giorgos Theodotou*         | 1996–2008  | 0    |
| 70     | Chrysis Michael*           | 2000–2011  | 7    |
| 69     | Elias Charalambous         | 2002–2017  | 0    |
| 69     | Grigoris Kastanos          | 2015–aktiv | 7    |
| 67     | Charalambos Kyriakou       | 2014–aktiv | 0    |
| 66     | Yiannakis Yiangoudakis     | 1980–1994  | 1    |
| 66     | Marinos Satsias            | 2000–2012* | 0    |
| 66     | Antonis Georgallidis       | 2005–2017  | 0    |
| 65     | Giasemakis Giasoumi*       | 1998–2009  | 12   |
| 65     | Pieros Sotiriou            | 2012–aktiv | 12   |
| 64     | Konstantinos Laifis        | 2014–aktiv | 3    |
| 62     | Efstathios Aloneftis       | 2005–2016  | 10   |
| 61     | Marios Charalambous*       | 1991–2002  | 2    |
| 55     | Marios Nikolaou            | 2007–2017  | 1    |
| 54     | Giorgos Merkis             | 2006–2019  | 1    |
| 51     | Jason Demetriou            | 2009–2019  | 1    |
| 51     | Georgios Efrem             | 2009–aktiv | 5    |
| 51     | Marios Elia                | 2003–2011  | 2    |
| 51     | Dimitris Ioannou*          | 1991–2000  | 3    |

| Tore | Spieler                    | Zeitraum   | Spiele |
| ---- | -------------------------- | ---------- | ------ |
| 32   | Michalis Konstantinou      | 1998–2012  | 84     |
| 27   | Yiannakis Okkas*           | 1997–2011  | 106    |
| 12   | Constantinos Charalambidis | 2003–2017  | 93     |
| 12   | Giasemakis Giasoumi*       | 1998–2009  | 65     |
| 12   | Pieros Sotiriou*           | 2012–aktiv | 65     |
| 10   | Marios Agathokleous*       | 1994–2003  | 40     |
| 10   | Efstathios Aloneftis       | 2005–2016  | 62     |
| 10   | Ioannis Pittas             | 2019–aktiv | 49     |
| 9    | Dimitris Christofi         | 2008–aktiv | 72     |
| 9    | Milenko Špoljarić*         | 1997–2001  | 22     |
| 8    | Siniša Gogić*              | 1994–1999  | 37     |
| 8    | Andros Sotiriou            | 1991–1999  | 39     |
| 7    | Panayiotis Engomitis*      | 1994–2003  | 45     |
| 7    | Giannos Ioannou            | 1986–1999  | 43     |
| 7    | Grigoris Kastanos          | 2015–aktiv | 69     |
| 7    | Chrysis Michael*           | 2005–2011  | 70     |
| 7    | Pambos Pittas*             | 1987–1999  | 83     |

Quelle:  (Für die mit „*“ markierten Spieler werden in anderen Quellen () andere Werte genannt, diese sind aber teilweise nicht aktuell.)

## Spiele gegen deutschsprachige Nationalmannschaften
| Gegner      | Sp. | S | U | N | Tore | Diff. |
| ----------- | --- | - | - | - | ---- | ----- |
| Deutschland | 6   | 0 | 1 | 5 | 1:29 | –28   |
| Österreich  | 6   | 0 | 0 | 6 | 4:21 | –17   |
| Schweiz     | 8   | 1 | 2 | 5 | 5:16 | –11   |

Bisher erfolgten keine Begegnungen mit Liechtenstein.

### Spiele gegen Deutschland
(Ergebnisse aus zyprischer Sicht)
| Datum      | Ort       | Ergebnis   | Anlass           |
| ---------- | --------- | ---------- | ---------------- |
| 24.04.1965 | Karlsruhe | 0:5 (0:3)  | WM-Qualifikation |
| 14.11.1965 | Nikosia   | 0:6 (0:2)  | WM-Qualifikation |
| 23.11.1968 | Nikosia   | 0:1 (0:0)  | WM-Qualifikation |
| 21.05.1969 | Essen     | 0:12 (0:7) | WM-Qualifikation |
| 15.11.2006 | Nikosia   | 1:1 (1:1)  | EM-Qualifikation |
| 17.11.2007 | Hannover  | 0:4 (0:2)  | EM-Qualifikation |

### Spiele gegen Österreich
(Ergebnisse aus zyprischer Sicht)
| Datum      | Ort     | Ergebnis | Anlass           |
| ---------- | ------- | -------- | ---------------- |
| 19.05.1968 | Wien    | 1:7      | WM-Qualifikation |
| 19.04.1969 | Nikosia | 1:2      | WM-Qualifikation |
| 02.05.1984 | Nikosia | 1:2      | WM-Qualifikation |
| 07.05.1985 | Graz    | 0:4      | WM-Qualifikation |
| 10.10.1998 | Larnaka | 0:3      | EM-Qualifikation |
| 10.10.1999 | Wien    | 1:3      | EM-Qualifikation |
| 06.09.2025 | AUT     | -:-      | WM-Qualifikation |
| 15.11.2025 |         | -:-      | WM-Qualifikation |

### Spiele gegen die Schweiz
(Ergebnisse aus zyprischer Sicht)
| Datum      | Ort     | Ergebnis | Anlass           |
| ---------- | ------- | -------- | ---------------- |
| 08.11.1967 | Lugano  | 0:5      | EM-Qualifikation |
| 17.02.1968 | Nikosia | 2:1      | EM-Qualifikation |
| 13.02.2002 | Nikosia | 1:1      |                  |
| 30.03.2005 | Zürich  | 0:1      | WM-Qualifikation |
| 07.09.2005 | Nikosia | 1:3      | WM-Qualifikation |
| 20.08.2008 | Genf    | 1:4      |                  |
| 23.03.2013 | Nikosia | 0:0      | WM-Qualifikation |
| 08.06.2013 | Lancy   | 0:1      | WM-Qualifikation |